# (52771) 1998 PX
1998 بي أكس (ويعرف أيضًا باسم (52771) 1998 بي أكس وفق تسمية الكوكب الصغير) (بالإنجليزية: 1998 PX)‏ هو كويكب ضمن حزام الكويكبات؛ وترتيبه 52771 من حيث الاكتشاف.
اكتُشف هذا الجُرم الفلكي بواسطة Frank B. Zoltowski ‏ في 14 أغسطس 1998.

## وصلات خارجية
- (52771) 1998 PX في قاعدة بيانات مختبر الدفع النفاث لأجرام النظام الشمسي الصغيرة

- الاكتشاف · مخطط المدار ·  العناصر المدارية · المعلمات المادية

- (52771) 1998 PX على موقع ويكي سكاي: DSS2, SDSS, GALEX, IRAS, Hydrogen α, X-Ray, Astrophoto, Sky Map, Articles and images